# André Biéler (peintre)
Pour les articles homonymes, voir André Biéler et Biéler.
André Biéler (8 octobre 1896 - 1er décembre 1989) est un peintre et un professeur d'art canadien d'origine suisse. Il aimait peindre le portrait du Québec rural.

## Biographie
Natif de Lausanne, en Suisse, la famille d'André Biéler s'établit à Paris en 1898. À l'âge de quatorze ans, André Biéler change à nouveau de pays, allant cette fois vivre au Canada.
Il est alors instruit en anglais ; la commission scolaire protestante de l'époque était surtout prévue pour les anglophones. En 1915, il se joint à l'armée canadienne, servant dans le Princess Patricia's Canadian Light Infantry et revient blessé de la Première Guerre mondiale.
Il choisit de devenir peintre en 1920 et commence à exposer en 1924. Inspiré par la nature et la beauté des paysages canadiens, il s'établit à l'île d'Orléans où il cherche à peindre l'authenticité et le caractère pittoresque du terroir.
Ses nombreux tableaux le mèneront à parcourir les Laurentides et Charlevoix, pour finalement accepter un poste à l'Université Queen's en 1936. Ses sujets de peinture sont issus du réel et son style est moderne et français, s'inspirant notamment de l'école de Paris.
En 1941, il organise la première conférence des artistes canadiens. De cette conférence émerge la fédération canadienne des artistes, dont Biéler est le premier président.
À la fin de sa vie, il est intéressé par les effets de la lumière et de la couleur et sculpte régulièrement. Prenant sa retraite en 1963, il meurt à Kingston en 1989. En 2012 la Galerie Valentin organise une exposition rétrospective de ses œuvres.
Une exposition de ses œuvres montrant le Montréal des années 1830 à 1880 intitulée "Montreal en devenir est exposé dans le cadre du musée McCord Stewart sur la rue Sherbrooke Ouest.

## Galerie

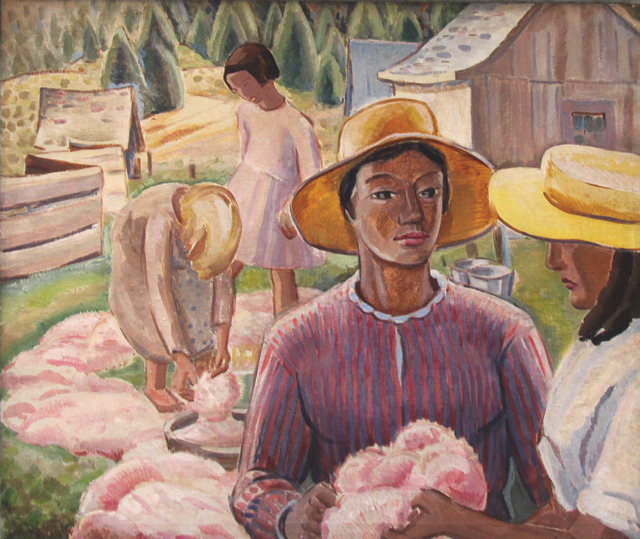
Teindre la laine, l'Île d'Orléans, Québec, 1928
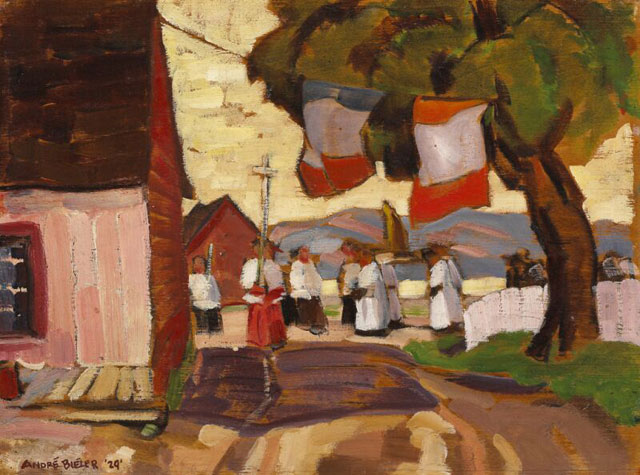
La procession à Sainte-Famille, 1929
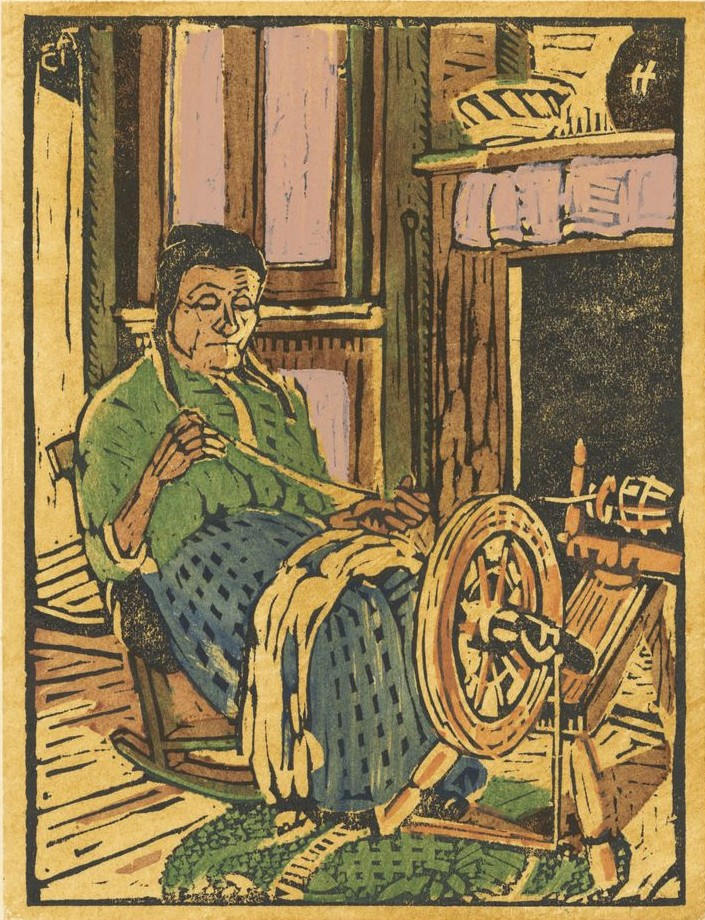
La fileuse, Île d'Orléans, 1927, Esampe, Collection BAnQ, 0003839945